# زوايا مظلمة (رواية)
زوايا مظلمة هي رواية بوليسية خيالية صدرت عام 2015 للكاتبة البريطانية روث رندل، وكانت آخر رواية كتبتها قبل وفاتها في نفس العام. الرواية ليس لها إهداء أو كتابات. عنوان الكتاب مأخوذ من عبارة وردت في مسرحية ويليام شكسبير التدبير بالتدبير.

## الملخص
تيرينس بيلي على وشك إطلاق سراحه من السجن بتهمة الاقتحام وإتلاف الممتلكات، على الرغم من أن المحققين يشتبهون به منذ فترة طويلة في تورطه في قتل ست نساء. مع اقتراب حريته، يحصل "بيلي" على زيارة مفاجئة من "ماديسون لوغان"، وهي مؤثرة شابة مثيرة تتمتع بمتابعة كبيرة على وسائل التواصل الاجتماعي. وبعد ساعات، تختفي ماديسون، وتشتبه الشرطة في أنها قد اختطفت، أو ما هو أسوأ من ذلك.